# Squilla empusa
Squilla empusa is een bidsprinkhaankreeftensoort uit de familie van de Squillidae. De wetenschappelijke naam van de soort werd in 1818 voor het eerst geldig gepubliceerd door Thomas Say.